# HealthBridge
HealthBridge Canada (tên gọi trước đây là PATH Canada) là một tổ chức quốc tế phi chính phủ, phi lợi nhuận đã hoạt động từ năm 1982 tại Châu Á, Châu Phi và Châu Mỹ với mục đích xác định, tìm hiểu và bù đắp những cách biệt trong lĩnh vực y tế công cộng, bao gồm: sự cách biệt giữa nhu cầu và kỹ thuật, giữa thực tế và chính sách, và giữa chính sách và thực hành.

## Hoạt động tại Việt Nam (1995)
HealthBridge Canada đã hoạt động tại Việt Nam từ năm 1995 trong các lĩnh vực phòng chống tác hại thuốc lá, sức khỏe sinh sản, dinh dưỡng, bình đẳng giới, phòng chống HIV và thành phố sống tốt. Trọng tâm nhiệm vụ của HealthBridge Canada là đáp ứng nhu cầu đào tạo và kỹ thuật của các cơ quan chính phủ, các tổ chức phi chính phủ trong nước và các tổ chức cộng đồng. Điểm mạnh về mặt tổ chức và chương trình của HealthBridge Canada là việc xây dựng và phát triển quan hệ đối tác, vận động chính sách, can thiệp thay đổi hành vi, xây dựng tài liệu truyền thông, hỗ trợ kỹ thuật và nâng cao năng lực.

## Những lợi ích của Healthbidge trên toàn cầu
Trước tình hình bệnh tật và thiệt hại to lớn do hút thuốc lá gây ra, HealthBridge Canada coi việc kiểm soát và phòng chống tác hại thuốc lá (PCTHTL) là trọng tâm chương trình. Từ năm 1995, HealthBridge Canada đã liên tục hoạt động nhằm tăng sự ủng hộ và quan tâm của các nhà tài trợ, chính phủ và nhân dân đối với tình hình sử dụng thuốc lá tại Việt Nam và vận động cho việc thực thi các chính sách phòng chống tác hại thuốc lá có hiệu quả. Trên lĩnh vực sức khỏe sinh sản, HealthBridge Canada nỗ lực phát triển các tài liệu truyền thông giáo dục phù hợp với thanh thiếu niên. HealthBridge Canada cũng là chuyên gia trong việc đào tạo sức khỏe sinh sản và sức khỏe tình dục. Trong lĩnh vực bình đẳng giới, HealthBridge Canada hoạt động nhằm hướng tới sự bình đẳng hơn giữa nam nữ và hướng tới vai trò tích cực của nam giới trong kế hoạch hóa gia đình. Từ năm 2006, HealthBridge Canada bắt đầu khởi động chương trình môi trường đô thị có lợi cho sức khỏe nhằm xác định những giải pháp và nguồn lực nhằm cải thiện môi trường đô thị tại Việt Nam. HealthBridge Canada là một thành viên của Chương trình HIV/AIDS Canada tại khu vực Đông Nam Á (CSEARHAP), do Cơ quan Phát triển Quốc tế Canada (CIDA) tài trợ. CSEARHAP có mục đích nhằm giảm thiểu sự lây nhiếm HIV/AIDS của các nhóm dân di cư và biến động thông qua tăng cường năng lực của chính phủ và các cơ quan liên ngành tại Việt Nam.

## Liêm kết ngoài
- Trang web chính thức (tiếng Anh)
- Bài viết về Bidge (tiếng Anh)